# Football Club Pro Vercelli 1892 2024-2025
Questa voce raccoglie le informazioni riguardanti l'FC Pro Vercelli 1892 nelle competizioni ufficiali della stagione 2024-2025.

## Divise e sponsor
Per la stagione 2024-25 lo sponsor tecnico è Zeus Sport; per la prima e seconda maglia lo sponsor è Rubinetterie Condor.

## Organigramma societario
Dal sito ufficiale della società.
Area direttiva
- Paolo Pinciroli - Presidente
- Franco Smerieri - Vice presidente
- Francesco Celiento - Amministratore delegato

Management
- Francesco Musumeci - Direttore sportivo
- Gianluca Pinciroli - Club manager
- Paolo Guidetti - Responsabile Area Tecnica

Ufficio Amministrativo, Marketing e Ufficio Stampa
- Donato D'Elia - Direttore commerciale
- Alessandro Piccica - Direttore Marketing
- Mirko Opezzo - International Business Development
- Mattia Serchione - Social Media Manager e Ufficio Stampa
- Marco Lussoso - Fotografo Ufficiale
- Irene Villarboito - Responsabile Vendita Merchandising

Area tecnica
- Paolo Cannavaro - Allenatore
- Rolando Bianchi - Allenatore in seconda
- Nicandro Vizoco - Responsabile area atletica
- Renzo Sottile - Preparatore dei portieri
- Alessandro Borasio - Match analyst
- Paolo Guidetti - Team Manager e Responsabile area tecnica

Area sanitaria
- Giuseppe Sulpizio - Medico sociale
- Giovanni Brugo - Medico Oertopedico
- Carlo Covellone - Fisioterapista
- Lorenzo Lucanera - Osteopata

## Rosa
| N. |                    | Ruolo | Calciatore            |
| -- | ------------------ | ----- | --------------------- |
| 1  | Italia (bandiera)  | P     | Pietro Passador       |
| 3  | Italia (bandiera)  | D     | Davide De Marino      |
| 4  | Italia (bandiera)  | D     | Christian Biagetti    |
| 5  | Italia (bandiera)  | D     | Stefano Marchetti     |
| 7  | Italia (bandiera)  | A     | Cristian Bunino       |
| 8  | Italia (bandiera)  | C     | Ilario Iotti          |
| 9  | Italia (bandiera)  | A     | Francesco Dell'Aquila |
| 10 | Italia (bandiera)  | C     | Simone Emmanuello     |
| 11 | Italia (bandiera)  | A     | Filippo Gheza         |
| 12 | Italia (bandiera)  | P     | Matteo Rizzo          |
| 13 | Albania (bandiera) | D     | Christian Cugnata     |
| 16 | Italia (bandiera)  | D     | Andrea Sbraga         |
| 17 | Italia (bandiera)  | C     | Francesco Contaldo    |
| 18 | Italia (bandiera)  | D     | Niccolò Ronchi        |
| 20 | Italia (bandiera)  | C     | Lorenzo Vigiani       |

| N. |                    | Ruolo | Calciatore          |
| -- | ------------------ | ----- | ------------------- |
| 21 | Italia (bandiera)  | C     | Mattia Rutigliano   |
| 23 | Italia (bandiera)  | D     | Gabriele Casazza    |
| 24 | Italia (bandiera)  | C     | Emiliano Pino       |
| 26 | Italia (bandiera)  | A     | Gianmario Comi      |
| 27 | Italia (bandiera)  | A     | Simone Condello     |
| 29 | Italia (bandiera)  | D     | Roberto Iezzi       |
| 30 | Italia (bandiera)  | A     | Giuseppe Coppola    |
| 32 | Italia (bandiera)  | C     | Andrea Schenetti    |
| 37 | Senegal (bandiera) | A     | Asane Sow           |
| 44 | Italia (bandiera)  | D     | Gianluca Clemente   |
| 77 | Italia (bandiera)  | D     | Alessandro Carosso  |
| 78 | Romania (bandiera) | D     | Andrei Anton        |
| 80 | Italia (bandiera)  | C     | Alessandro Louati   |
| 98 | Italia (bandiera)  | D     | Laurens Serpe       |
| 99 | Italia (bandiera)  | P     | Lorenzo Lancellotti |

## Calciomercato

### Sessione estiva(dal 01/07 al 31/08)
| Acquisti | Acquisti              | Acquisti         | Acquisti   |
| R.       | Nome                  | da               | Modalità   |
| -------- | --------------------- | ---------------- | ---------- |
| P        | Pietro Passador       | Torino           | definitivo |
| D        | Stefano Marchetti     | Albinoleffe      | definitivo |
| D        | Christian Biagetti    | Fiorentina       | prestito   |
| D        | Andrea Sbraga         | Potenza          | definitivo |
| D        | Laurens Serpe         | Spezia           | prestito   |
| D        | Davide De Marino      | Juventus         | definitivo |
| D        | Christian Cugnata     | Spezia           | prestito   |
| D        | Niccolò Ronchi        | Sangiuliano City | definitivo |
| D        | Andrei Anton          |                  | definitivo |
| C        | Andrea Schenetti      | Foggia           | definitivo |
| C        | Emiliano Pino         | Trapani          | definitivo |
| C        | Lorenzo Vigiani       | Fiorentina       | prestito   |
| A        | Francesco Dell'Aquila | Torino           | prestito   |

| Cessioni | Cessioni              | Cessioni     | Cessioni   |
| R.       | Nome                  | a            | Modalità   |
| -------- | --------------------- | ------------ | ---------- |
| P        | Nicolò Vaccarezza     |              | svincolato |
| D        | Giulio Parodi         | Foggia       | definitivo |
| D        | Filippo Fiumanò       | Chieri       | prestito   |
| D        | Francesco Rodio       |              | svincolato |
| D        | Daniele Sarzi Puttini |              | svincolato |
| C        | Ousmane Niang         | Modena       | definitivo |
| A        | Raffaele Sibilio      | Novara       | definitivo |
| A        | Matteo Maggio         | Reggiana     | definitivo |
| A        | Mattia Mustacchio     | AlbinoLeffe  | definitivo |
| A        | Alessio Nepi          | Arzignano V. | definitivo |
| A        | Mirco Petrella        |              | svincolato |

## Risultati

### Serie C

#### Girone di andata
| Arbitro: | Maccorin (Pordenone) |

|                 |           |  |
| Bunino Rig. 84’ | Marcatori |  |

| Arbitro: | Toro (Catania) |

|  |           |               |
|  | Marcatori | 37’, 68’ Comi |

| Arbitro: | Cappai (Cagliari) |

|  |           |                  |
|  | Marcatori | Rig. 88’ Lamesta |

| Arbitro: | Vogliacco (Bari) |

|                                                  |           |          |
| Marras 3’ Mondini 37’ Zerbato Rig. 70’ Fasan 85’ | Marcatori | 72’ Comi |

| Arbitro: | Zanotti (Rimini) |

|           |           |                                            |
| Iotti 10’ | Marcatori | 72 Aut.’ Sbraga 57’ Favale 75’ Delli Carri |

| Arbitro: | Turrini (Firenze) |

|                |           |  |
| Bertoncini 59’ | Marcatori |  |

| Arbitro: | Mazzoni (Prato) |

|                                    |           |                         |
| Comi 36’ Iotti 45’ Bunino Rig. 73’ | Marcatori | 14’ Galeandro 21’ Šipoš |

| Arbitro: | Picardi (Viareggio) |

|               |           |          |
| Bijleveld 71’ | Marcatori | 67’ Comi |

| Arbitro: | Pacella (Roma 2) |

|               |           |            |
| Comi Rig. 32’ | Marcatori | 87’ Sinani |

| Trento 20 ottobre 2024, ore 15:00 CEST 10ª giornata | Trento    | 1 – 0 referto | Pro Vercelli | Briamasco (2500 spett.) |
| \| \| \| \| \| Di Carmine 45+1’ \| Marcatori \| \|  |           |               |              |                         |
|                                                     |           |               |              |                         |
| Di Carmine 45+1’                                    | Marcatori |               |              |                         |

| Vercelli 25 ottobre 2024, ore 20:30 CEST 11ª giornata | Pro Vercelli | – | Arzignano Valchiampo | Silvio Piola |

| Caravaggio 29 ottobre 2024, ore 18:30 CET 12ª giornata | Atalanta U23 | – | Pro Vercelli | Comunale |

| Verona 2 novembre 2024, ore 15:00 CET 13ª giornata | Virtus Verona | – | Pro Vercelli | Gavagnin-Nocini |

| Vercelli 8 novembre 2024, ore 20:30 CET 14ª giornata | Pro Vercelli | – | Alcione | Silvio Piola |

| Vicenza 17 novembre 2024, ore 15:00 CET 15ª giornata | Vicenza | – | Pro Vercelli | Romeo Menti |

| Vercelli 23 novembre 2024, ore 15:00 CET 16ª giornata | Pro Vercelli | – | AlbinoLeffe | Silvio Piola |

| Busto Arsizio 1º dicembre 2024, ore 17:30 CET 17ª giornata | Pro Patria | – | Pro Vercelli | Carlo Speroni |

### Coppa Italia Serie C
| Arbitro: | Poli (Verona) |

|                 |           |  |
| Dell'Aquila 99’ | Marcatori |  |

| Busto Arsizio 18 agosto 2024, ore 21:00 CEST Secondo Turno | Pro Patria        | 0 – 0 | Pro Vercelli | Carlo Speroni (505 spett.)\| Arbitro: \| Tona Mbei (Cuneo) \| |
| Arbitro:                                                   | Tona Mbei (Cuneo) |       |              |                                                               |

## Statistiche

### Statistiche di squadra
Statistiche aggiornate al 19 agosto 2025.
| Competizione         | Punti | In casa | In casa | In casa | In casa | In casa | In casa | In trasferta | In trasferta | In trasferta | In trasferta | In trasferta | In trasferta | Totale | Totale | Totale | Totale | Totale | Totale | DR  |
| Competizione         | Punti | G       | V       | N       | P       | Gf      | Gs      | G            | V            | N            | P            | Gf           | Gs           | G      | V      | N      | P      | Gf     | Gs     | DR  |
| -------------------- | ----- | ------- | ------- | ------- | ------- | ------- | ------- | ------------ | ------------ | ------------ | ------------ | ------------ | ------------ | ------ | ------ | ------ | ------ | ------ | ------ | --- |
| Serie C              | 37    | 19      | 6       | 6       | 7       | 17      | 22      | 19           | 3            | 4            | 12           | 13           | 29           | 38     | 9      | 10     | 19     | 30     | 51     | -21 |
| Coppa Italia Serie C | -     | 1       | 1       | 0       | 0       | 1       | 0       | 2            | 0            | 1            | 1            | 0            | 3            | 3      | 1      | 1      | 1      | 1      | 3      | -2  |
| Totale               | 37    | 20      | 7       | 6       | 7       | 18      | 22      | 21           | 3            | 5            | 13           | 13           | 32           | 41     | 10     | 11     | 20     | 31     | 54     | -23 |

### Andamento in campionato
| Giornata  | 1 | 2 | 3 | 4 | 5  | 6  | 7  | 8  | 9  | 10 | 11 | 12 | 13 | 14 | 15 | 16 | 17 | 18 | 19 | 20 | 21 | 22 | 23 | 24 | 25 | 26 | 27 | 28 | 29 | 30 | 31 | 32 | 33 | 34 | 35 | 36 | 37 | 38 |
| --------- | - | - | - | - | -- | -- | -- | -- | -- | -- | -- | -- | -- | -- | -- | -- | -- | -- | -- | -- | -- | -- | -- | -- | -- | -- | -- | -- | -- | -- | -- | -- | -- | -- | -- | -- | -- | -- |
| Luogo     | C | T | C | T | C  | T  | C  | T  | C  | T  | C  | T  | T  | C  | T  | C  | T  | C  | T  | T  | C  | T  | C  | T  | C  | T  | C  | T  | C  | T  | C  | T  | C  | T  | C  | T  | C  | T  |
| Risultato | V | V | P | P | P  | P  | V  | N  | N  | P  | P  | P  | N  | V  | P  | P  | N  | V  | P  | P  | N  | V  | V  | N  | V  | P  | P  | P  | N  | P  | P  | N  | V  | P  | P  | N  | P  | P  |
| Posizione | 8 | 2 | 3 | 7 | 10 | 13 | 12 | 12 | 14 | 15 | 16 | 17 | 18 | 14 | 17 | 18 | 17 | 15 | 15 | 16 | 16 | 16 | 14 | 15 | 15 | 15 | 16 | 17 | 17 | 17 | 17 | 17 | 17 | 17 | 17 | 17 | 17 | 17 |

Legenda:

Luogo: C = Casa; T = Trasferta. Risultato: V = Vittoria; N = Pareggio; P = Sconfitta.